# Vins des papes d'Avignon

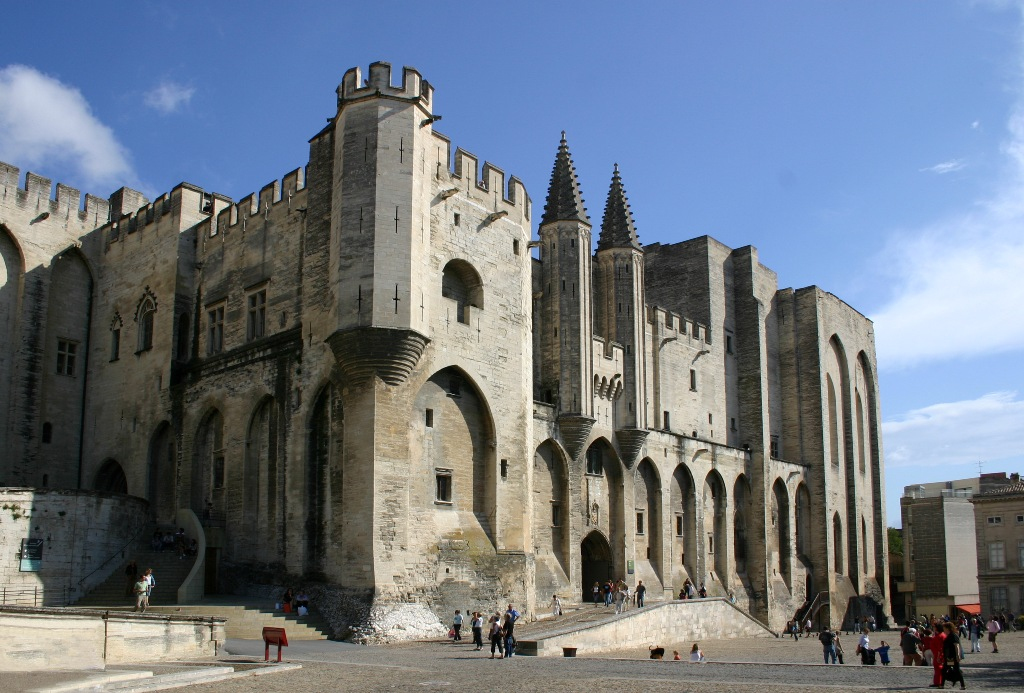
Le palais des papes d'Avignon.

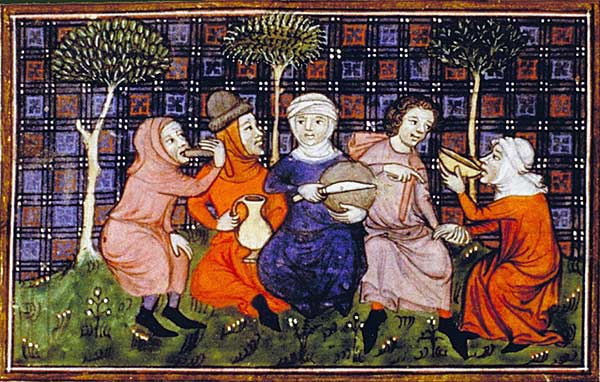
Une importante consommation de vin au Moyen Âge.

Les vins des papes d'Avignon sont ceux choisis par les neuf pontifes de cette cité pour approvisionner leur table et celles de la Cour pontificale. En effet, au début du XIVe siècle, pour fuir la lutte entre Guelfes et Gibelins, la papauté délaissa Rome et s’installa sur les rives du Rhône à Avignon. Pour certains, comme Pétrarque, commença dès lors l’exil de Babylone et le poète vauclusien n’eut pas de termes assez vifs pour décrire Avignon, sentine de tous les vices. 
Quant aux cardinaux et à la Curie, nul n’avait l’intention d’abandonner la splendide cité et la douce Provence, terre qui est la beauté du monde ! Il faut dire que beaucoup craignaient de ne pas retrouver en Italie les vins tant appréciés en Avignon. Depuis la remarquable étude d’Yves Renouard, sur La consommation des grands vins du Bourbonnais et de Bourgogne à la Cour pontificale d’Avignon, il est de bon ton de dire, écrire et affirmer que les pontifes avignonnais se régalèrent uniquement de vins de Saint-Pourçain et de Beaune. 
Ce que n’a jamais expliqué ni laissé entendre ce savant universitaire. En fait, durant tout un siècle, de 1309 à 1404, les neuf papes d’Avignon ont eu des goûts bien précis en matière de vins et privilégièrent la culture des vignobles qu’ils appréciaient le plus.
Il suffit d’ailleurs de se plonger dans les comptes de la Révérende Chambre Apostolique (le ministère des finances pontificales) pour s’en persuader. Ils démontrent d’abord que la consommation des vins à la Cour pontificale était d’importance. Elle atteignait environ deux litres et demi par jour et par personne. À titre de comparaison celle des ordres monastiques plafonnait, si l’on peut dire, à quatre-tiers de litres tandis que le populaire se contentait de trois-quarts de litre.

## Clément V(1305–1314)

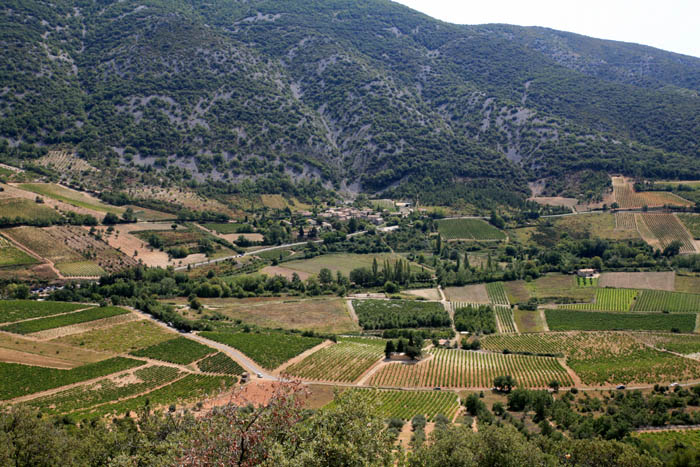
Le vignoble du piémont du Ventoux près de Malaucène.

Originaire de la région de Bordeaux dont il avait été l’archevêque, Bertrand de Got, vers 1300, avait fait planter à Pessac une vigne qui depuis est devenu le Château Pape Clément,.
Élu par le Sacré Collège réuni à Pérouse, il quitta la Guyenne pour se faire couronner à Lyon en septembre 1305. Derrière lui suivaient vingt tonneauxde vin nouveau, don du roi d’Angleterre. Clément resta longtemps fidèle au claret d’Aquitaine, région qu’il abandonna en 1309 pour s’établir dans le Comtat Venaissin, territoire pontifical depuis trente-cinq ans. 
Il s’installa au pied du Ventoux, à Malaucène, près de la fontaine du Groseau, où il fit planter le premier vignoble pontifical.

## Jean XXII(1316–1334)

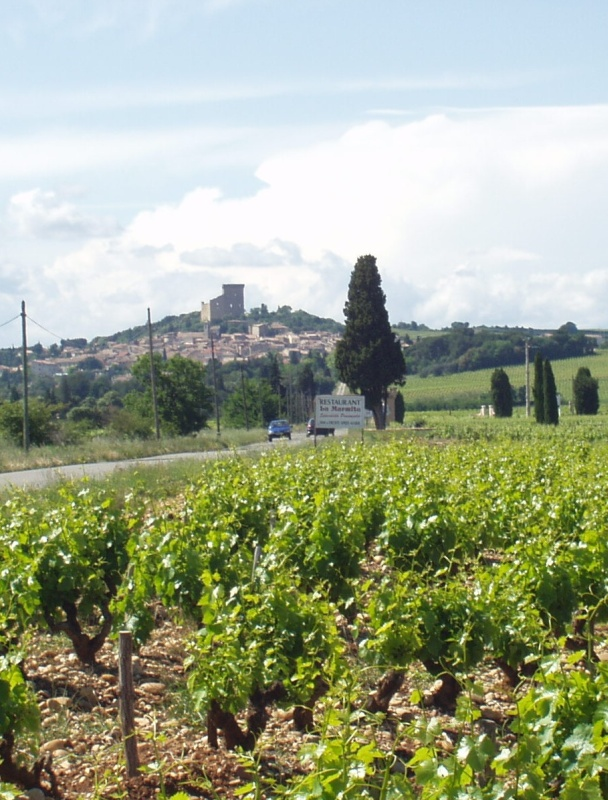
Châteauneuf-du-Pape et son vignoble dominé par le château castelpapal.

Après deux années de siège vacant, Jacques Duèze, natif de Cahors, cardinal de Porto, fut élu pape lors d’un conclave réuni à Lyon. Il établit la Cour pontificale à Avignon, dont il avait été évêque, et l’approvisionna de vins du Rhône et de toute la région. 
Il fit venir son vin nouveau de Tournon (Hermitage), des Costières (Saint-Gilles, Nîmes, Beaucaire avec son cru renommé de Cante-Perdrix), de la Provence (Aix, Saint-Rémy, Noves), de la Côte du Rhône (Roquemaure, Saint-Laurent-des-Arbres), du Comtat Venaissin (Carpentras), de l’État d’Avignon (Bédarrides) et de l’Enclave des Papes (Valréas). 
Son vin vieux provenait de Malaucène dont le vignoble fournissait chaque année sept saumées de vin liquoreux. 
Le pape Jean fut à l’origine du vignoble de Châteauneuf-du-Pape(nommé Calcernier à l’époque), où en 1317 fut planté le premier vignoble pontifical par ses compatriotes de Cahors.

## Benoît XII(1334–1342)

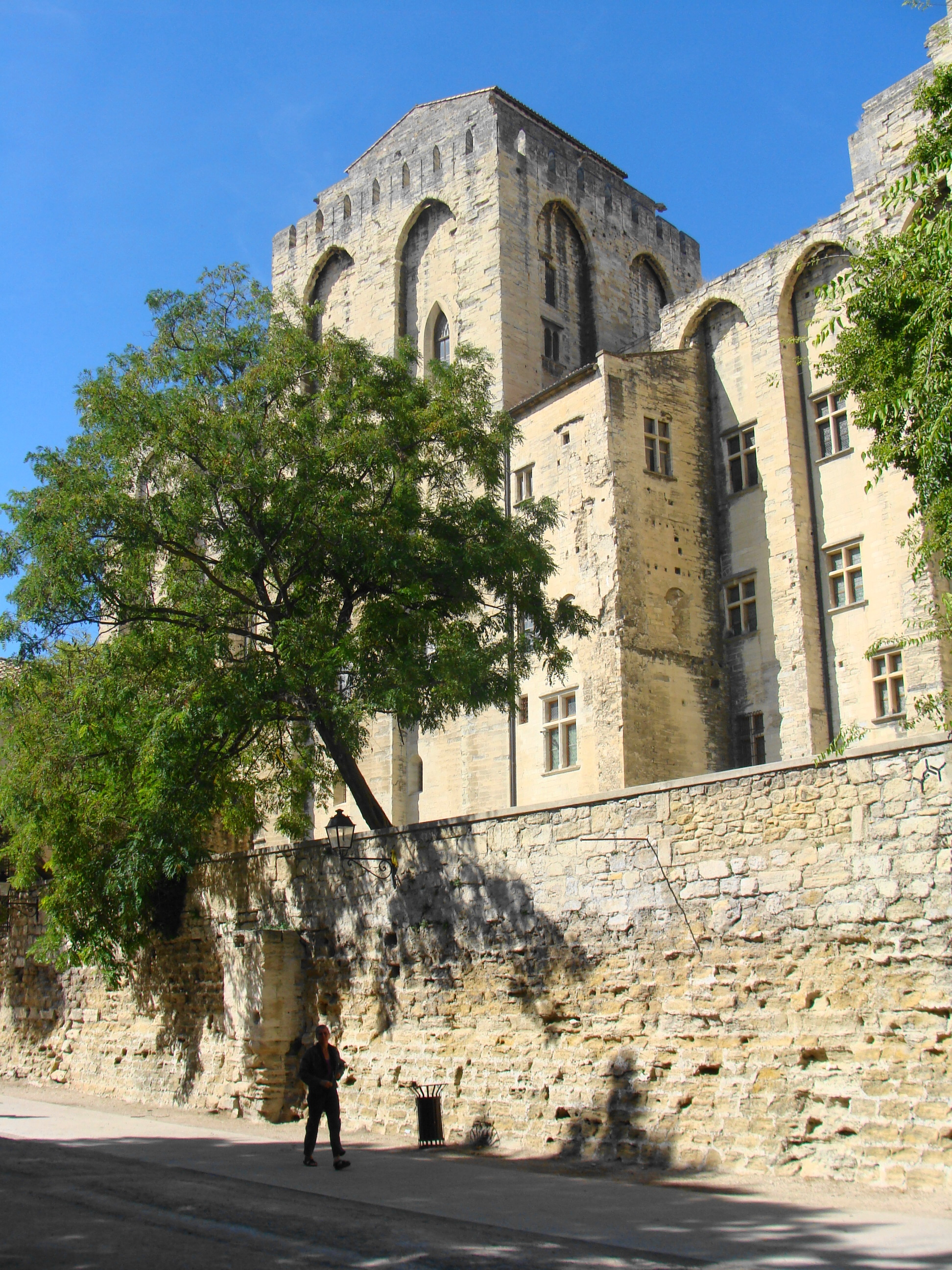
La tour du Trouillas, palais vieux de Benoît XII.

Surnommé le cardinal blanc, le cistercien Jacques Fournier était évêque de Pamiers et de Mirepoix avant de devenir Prince de l’Église. Élu pape, il fit connaître, le 1er octobre 1335, son intention de retourner en Italie, à Bologne, mais la tiède réaction de cette cité le fit renoncer. 
Le Souverain Pontife se le tint pour dit et ancra encore plus radicalement la papauté en Avignon en faisant venir les archives du Latran et en décidant la construction du premier palais des papes dominé par la Tour du Trouillas (du pressoir). 
Homme austère et sévère, il garnit sa table uniquement des vins de la rive droite du Rhône. Pétrarque – qui ne l’aimait pas – le définit comme un ivrogne invétéré et, dépité, se retira à la fontaine de Vaucluse. Là, le chantre de Laure de Sade ne dédaigna pas le vin. 
Nous savons par l'une de ses lettres, adressée à son ami Jacques Colonna, évêque de Lombez, que le poète y avait consacré un jardin à Apollon, pour cultiver sa muse, et un autre à Bacchus, pour cultiver sa vigne.

## Clément VI(1342–1352)

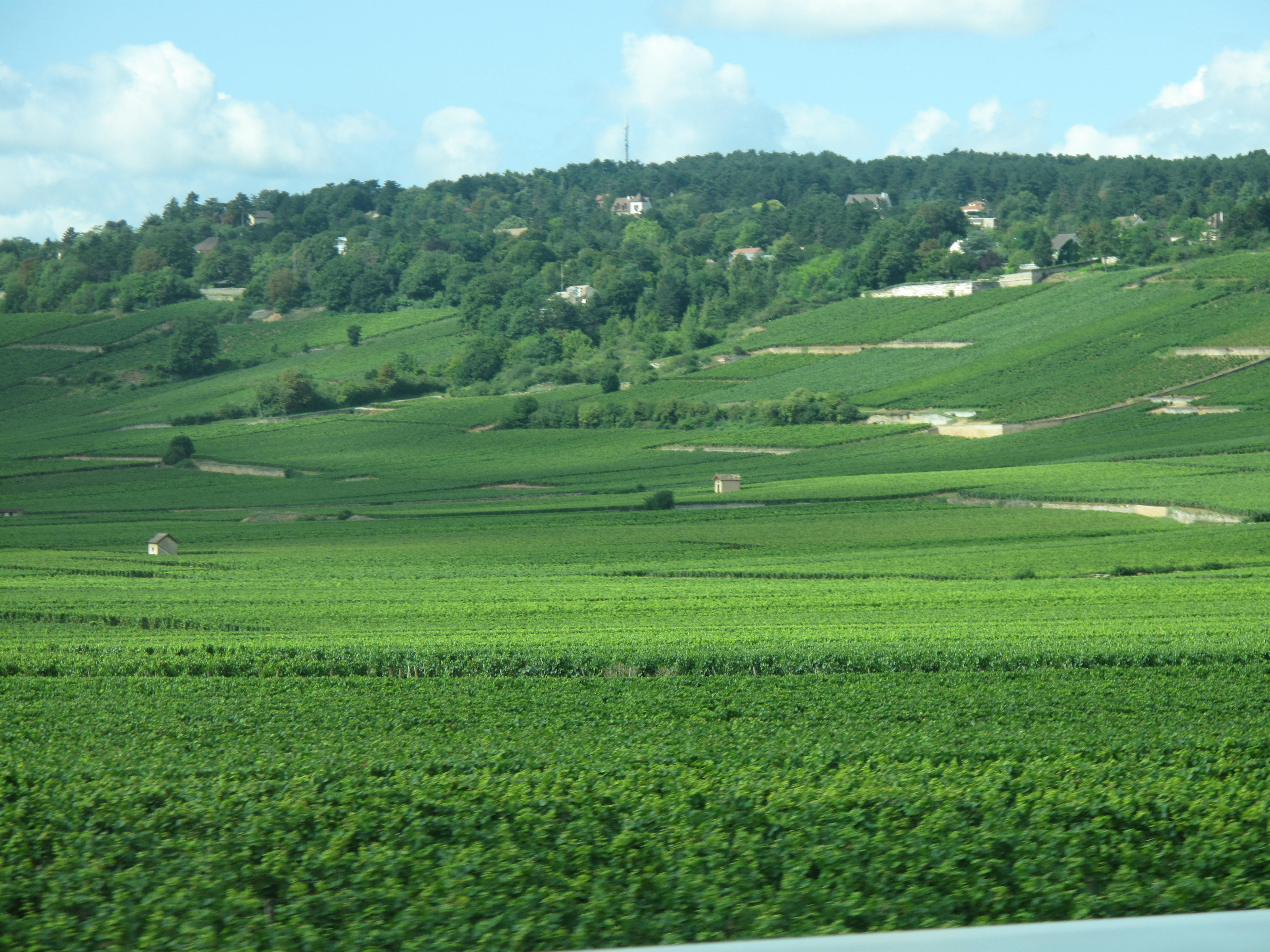
Le vignoble de Beaune.

Pierre Roger, le conseiller de Philippe VI de Valois, était archevêque de Rouen quand il reçut, en 1339, le chapeau de cardinal au titre des saints Nérée et Achillée. 
Trois années plus tard, monté sur le trône de saint Pierre, il fit venir pour les festivités de son couronnement quinze tonneaux de vin muscat du Languedoc (Lunel, Mauguio) et de Provence (Toulon)ainsi que vingt-quatre de vin de Beaune et de Saint-Pourçain,. 
Éclectique, ce pontife appréciait aussi les vins de Provence, de la Rochelle (Poitou), du Rhin ou encore la Vernaccia des Cinque Terre, en Ligurie, sans toutefois négliger les vins aimés de ces prédécesseurs,. 
Surnommé le Magnifique, il vécut en prince et décéda, à la suite de ses excès, d’une crise de gravelle.

## Innocent VI(1352–1362)

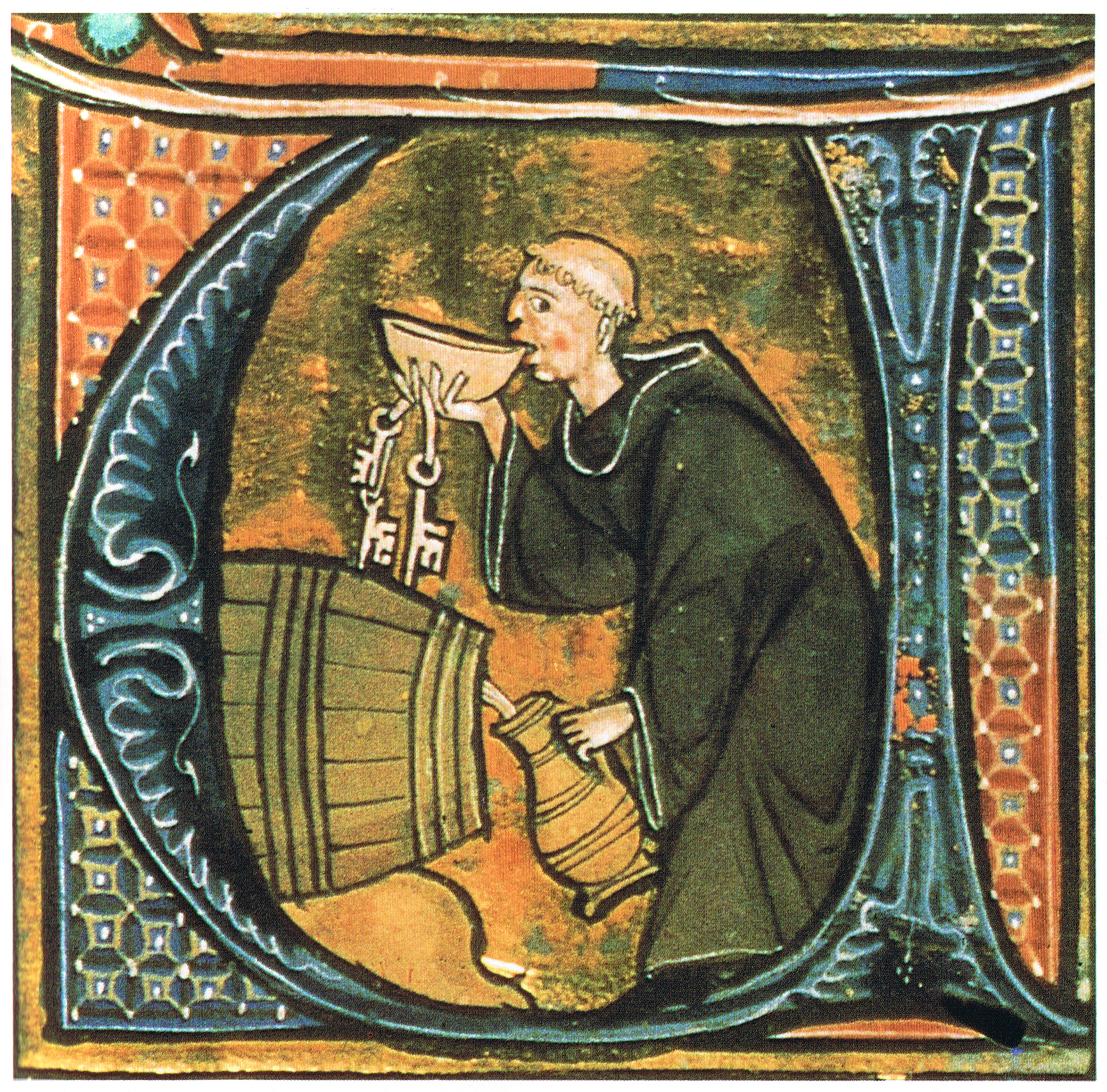
Cellérier en train de goûter le vin
Livre de Santé d'Aldebrandino de Sienne, XIVe siècle.

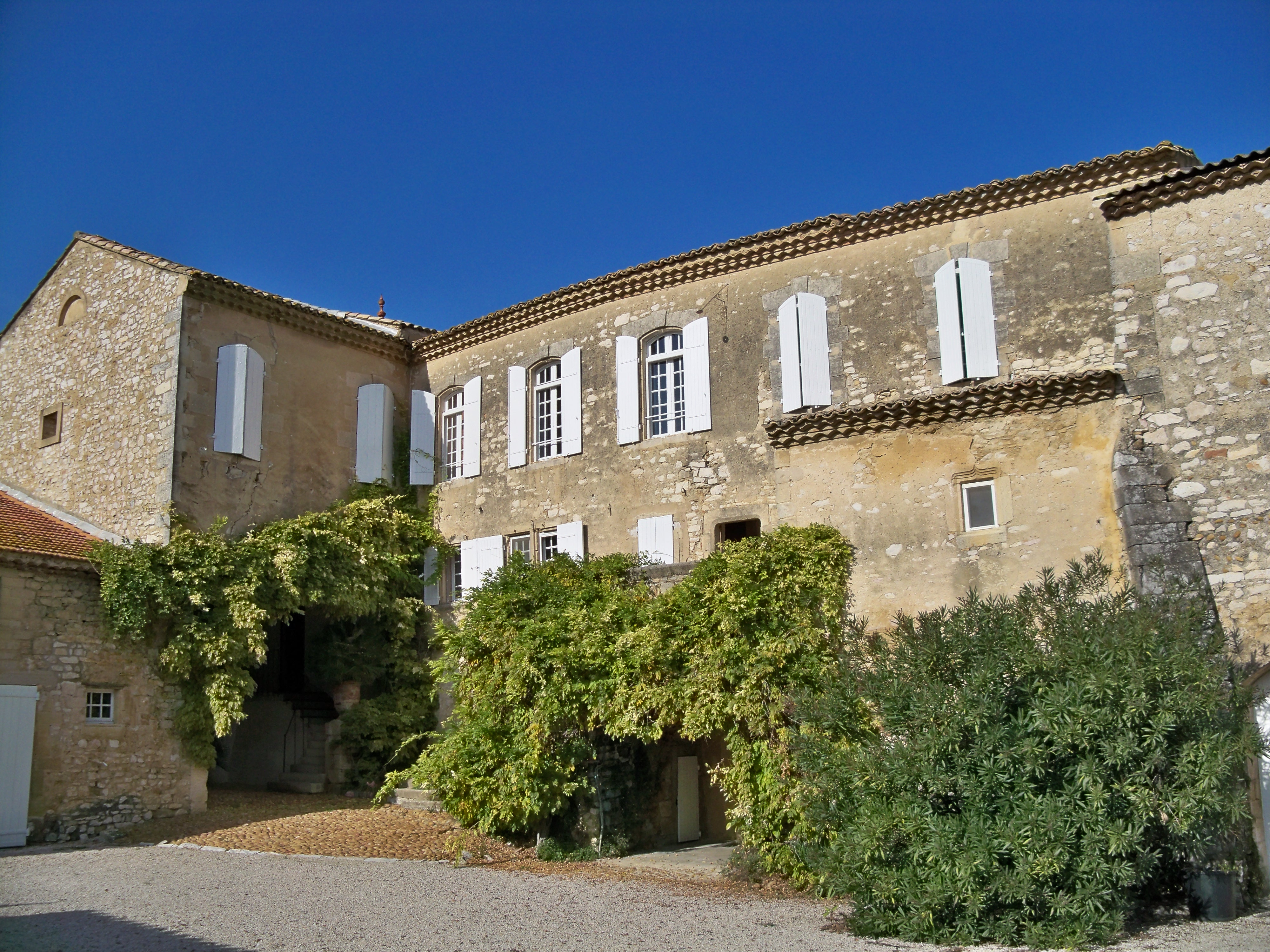
Prieuré de Montézargues.

Un des premiers actes d’Étienne Aubert, quand il monta sur le trône pontifical, fut de changer la date d’une procession, fixée au 21 juillet,  pour la mettre au 1er mai afin de protéger, lors du pèlerinage de sainte Praxède, les vignes de Montfavet, aux portes d'Avignon. 
Tout au cours de son pontificat, il eut à lutter contre les Routiers attirés par les richesses de la cité papale lors des trêves de la guerre de Cent Ans. Ceux-ci ayant fait prisonnier un de ses clercs dans le Luberon, le pontife paya une rançon de cinquante-quatre saumées de vin pour le faire libérer. 
Ce pape apprécia fort le Châteauneuf autant blanc que rouge comme en témoignent les comptes de la Révérende Chambre Apostolique. On sait qu’en 1360, le pape fit venir de ce vignoble pontifical du vin blanc puis un an plus tard du vin vermeil. Aux vins de ses prédécesseurs, il ajouta ceux de Pont-Saint-Esprit, Bellegarde, Rochefort-du-Gard, Villeneuve-lès-Avignon et Tavel (Prieuré de Montézargues). 
Ce fut sous son pontificat que les vins de Saint-Pourçain disparurent de la table pontificale.

## Urbain V(1362–1370)

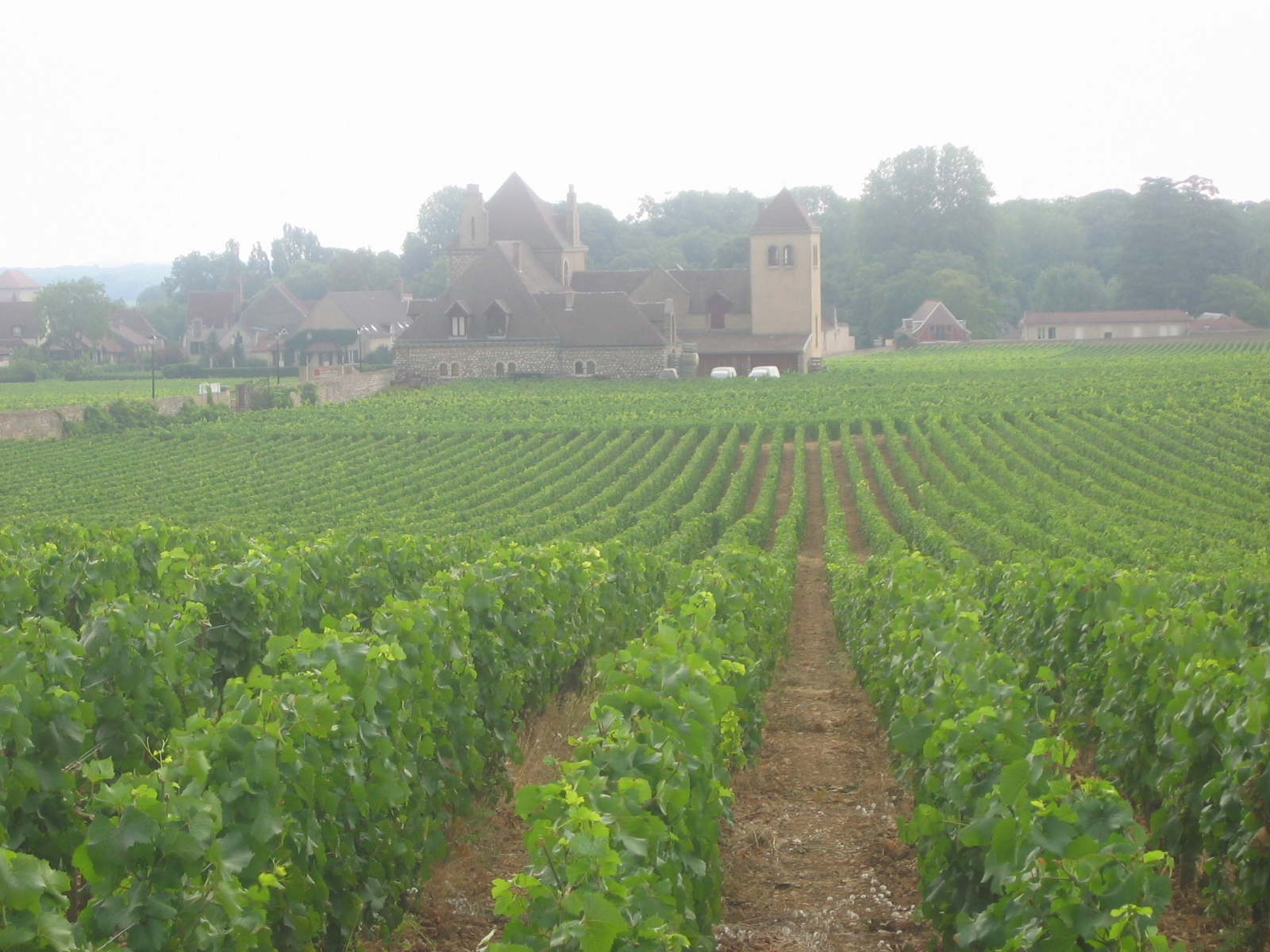
Le Clos-de-Vougeot
dont la qualité des vins valurent une menace d'excommunication à l'abbé de Cîteaux.

Guillaume de Grimoard, abbé de Saint-Victor de Marseille, dès son élection afficha clairement son intention de ramener la papauté à Rome face aux dangers que représentaient les Grandes Compagnies. 
Pour préparer les cardinaux à ce retour, il menaça d’excommunication Jean de Bussières, abbé de Cîteaux, si celui-ci continuait à faire parvenir du Clos Vougeot en Avignon. Pétrarque en a donné l’explication : les cardinaux refusaient de revenir en Italie pour ne pas se priver de vin de Beaune,. 
Ce qui n’empêcha point le pontife et sa Cour de découvrir et d’apprécier le vin et les fruits confits d’Apt lors du concile qui s’y tint en juin 1365. De plus il donna une nouvelle impulsion au vignoble de Châteauneuf en ordonnant qu’y fut planté du raisin muscat. 
Afin de préparer son départ, il fit passer un accord avec Marco Cornaro, le Doge de Venise, pour le libre passage des vins pontificaux dans les ports vénitiens. Ce qui lui permit, lors de son séjour italien, de 1367 à 1369, d’approvisionner la Cour romaine de vin de Beaune et de Saint-Gilles,. 
Mais lassé des guerres menées par les Visconti dans ses États, il retourna en Avignon, et put assister, avant de mourir, à ses dernières vendanges à Châteauneuf.

## Grégoire XI(1370–1378)

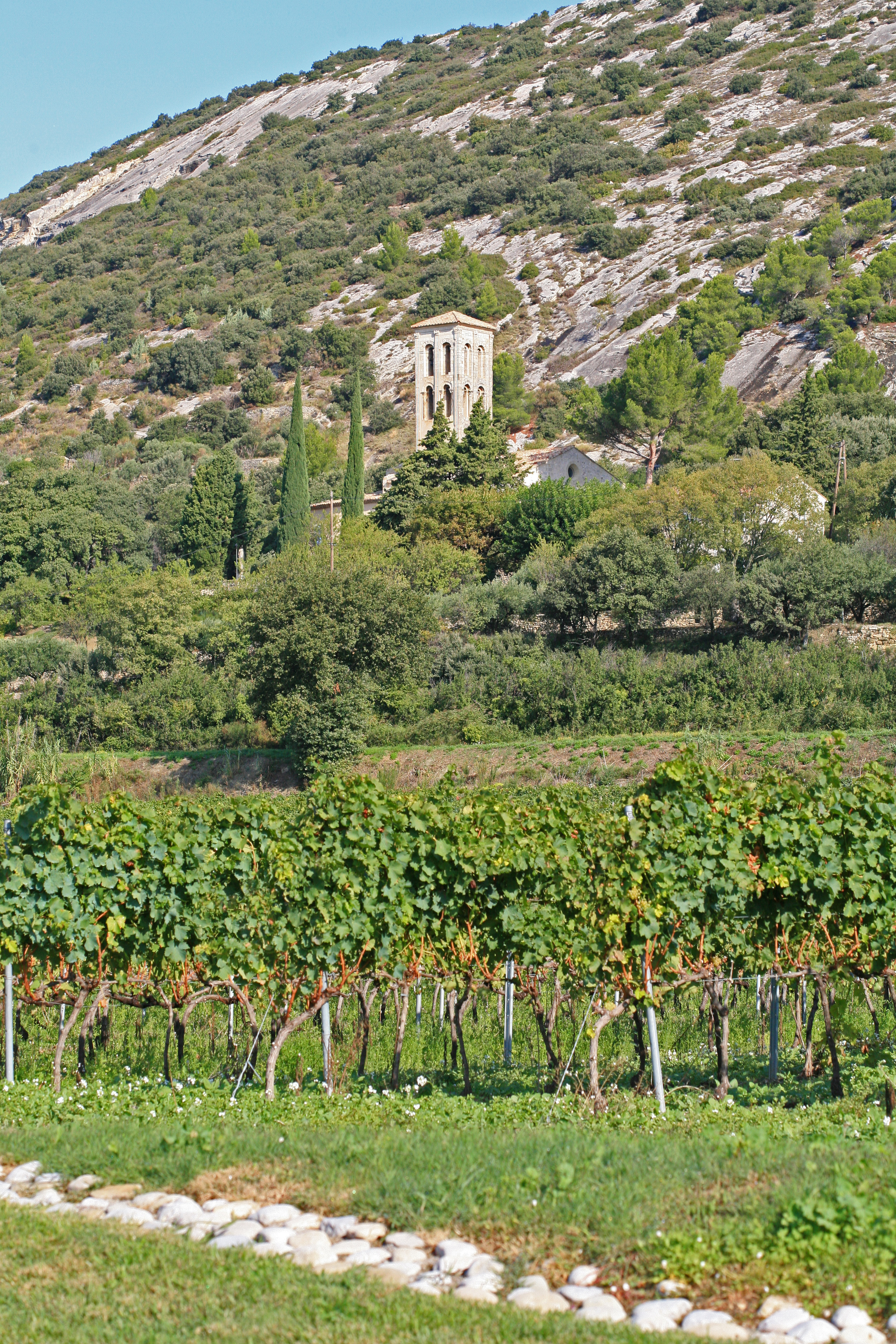
Notre-Dame d'Aubune et les muscadières de Beaumes-de-Venise au pied des Dentelles de Montmirail.

À l’occasion du couronnement de Pierre Roger de Beaufort, neveu de Clément VI, Philippe le Hardi, duc de Bourgogne, fit parvenir à Avignon du vin de Beaune pour les donner et présenter à nostre Saint Père le Pape et à d’aucuns cardinaux d’icelui. Le nouveau pape, qui l’appréciait, leva la menace d’excommunication contre Jean de Bussières. Et l’abbé de Cîteaux fit aussitôt livrer trente queues de Clos Vougeot. Ce noble geste fut récompensé par la pourpre cardinalice. 
Nonobstant, Grégoire XI resta fidèle aux muscats de Beaumes-de-Venise, Velorgues et Carpentras, dans le Comtat Venaissin, continua à commander des vins d’Apt, de Saint-Gilles et de la Côte du Rhône (Laudun, Bagnols-sur-Cèze). 
Et lors de son retour à Rome Les vins paraissent avoir tenu une grande place et, à la veille du départ, on s’occupa tant d’assurer le service de la bouteillerie durant le voyage, que de garnir, en prévision de l’arrivée, les caves du Vatican. Le retour de la papauté à Rome n’empêcha point les différents pontifes qui se succédèrent sur le trône de Saint-Pierre de conserver l’habitude de se fournir en vins de Provence et du Comtat Venaissin. Son décès rapide, à la suite d’une crise de gravelle, fut à l’origine du Grand Schisme d’Occident.

## Clément VII(1378–1394)

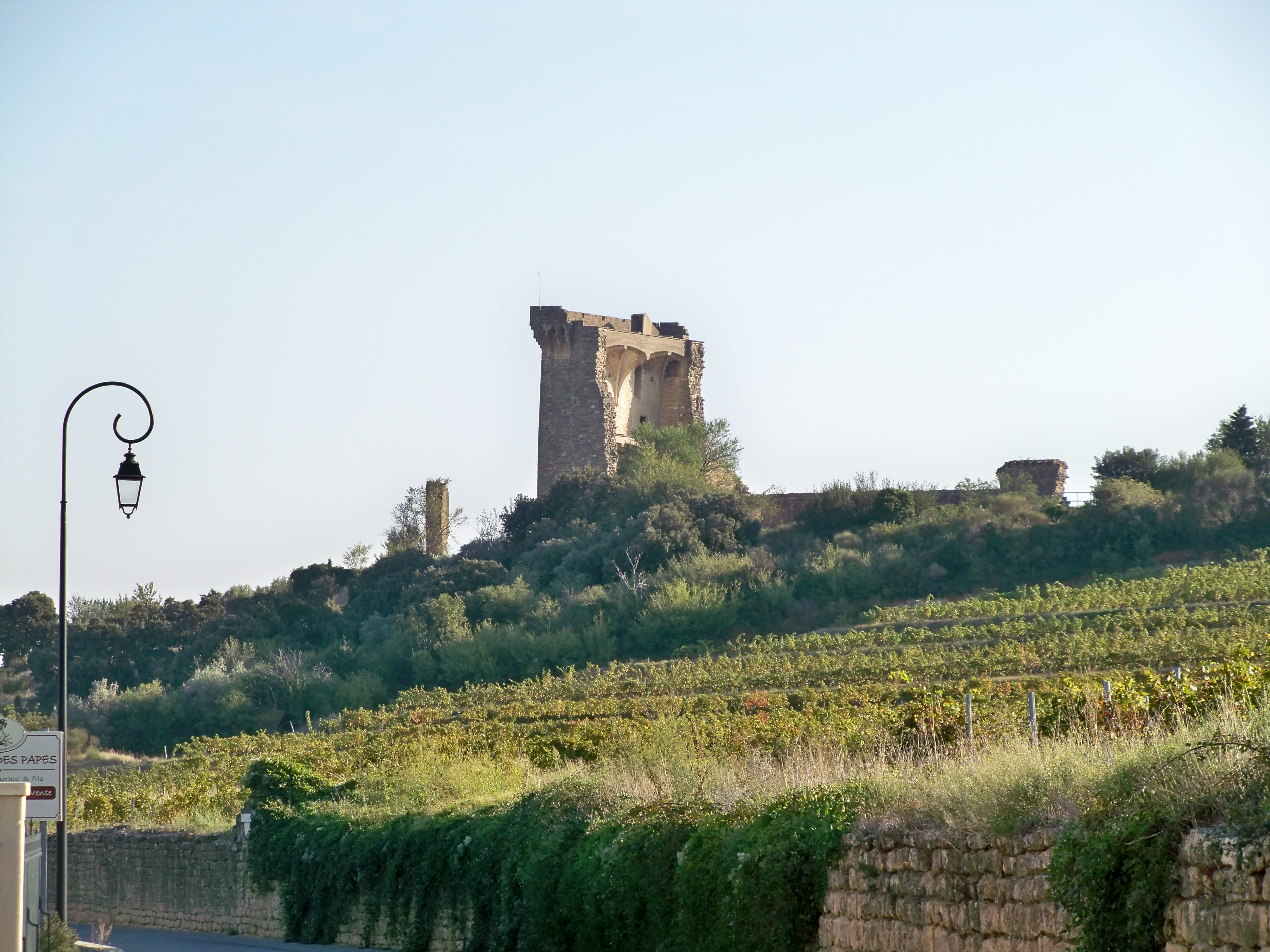
Le clos du vignoble pontifical dominé par le château des papes à Châteauneuf-du-Pape.

Tandis qu’à Rome l’irascible Urbain VI s’installait sur le trône pontifical, le Sacré Collège des cardinaux élisait à Fondi un autre pape plus amène, Robert de Genève, qui prit le nom de Clément VII. Il préféra rejoindre Avignon. 
Durant tout son pontificat, il fut en butte à Raymond de Turenne, neveu de Grégoire XI et fils de Guillaume III Roger de Beaufort. Il le menaça même d’un siège dans sa résidence de Châteauneuf.
Clément VII avait une particulière affection pour ce cru au point qu’en 1390, il condamna un vigneron châteauneuvois qui n’était pas en état de lui fournir vingt-deux saumées de vin muscat à lui procurer, aux prochaines vendanges, le double en vin clairet. 
On sait aussi, grâce aux archives de Francesco di Marco Datini, conservées à Prato, que Juan Fernandez  de Heredia, grand maître des hospitaliers, en juin 1393, fit livrer à la Cour pontificale d’Avignon quatre-vingt-quinze tonneaux de vin grec (doux) en provenance de l’île de Rhodes.

## Benoît XIII(1394–1423)

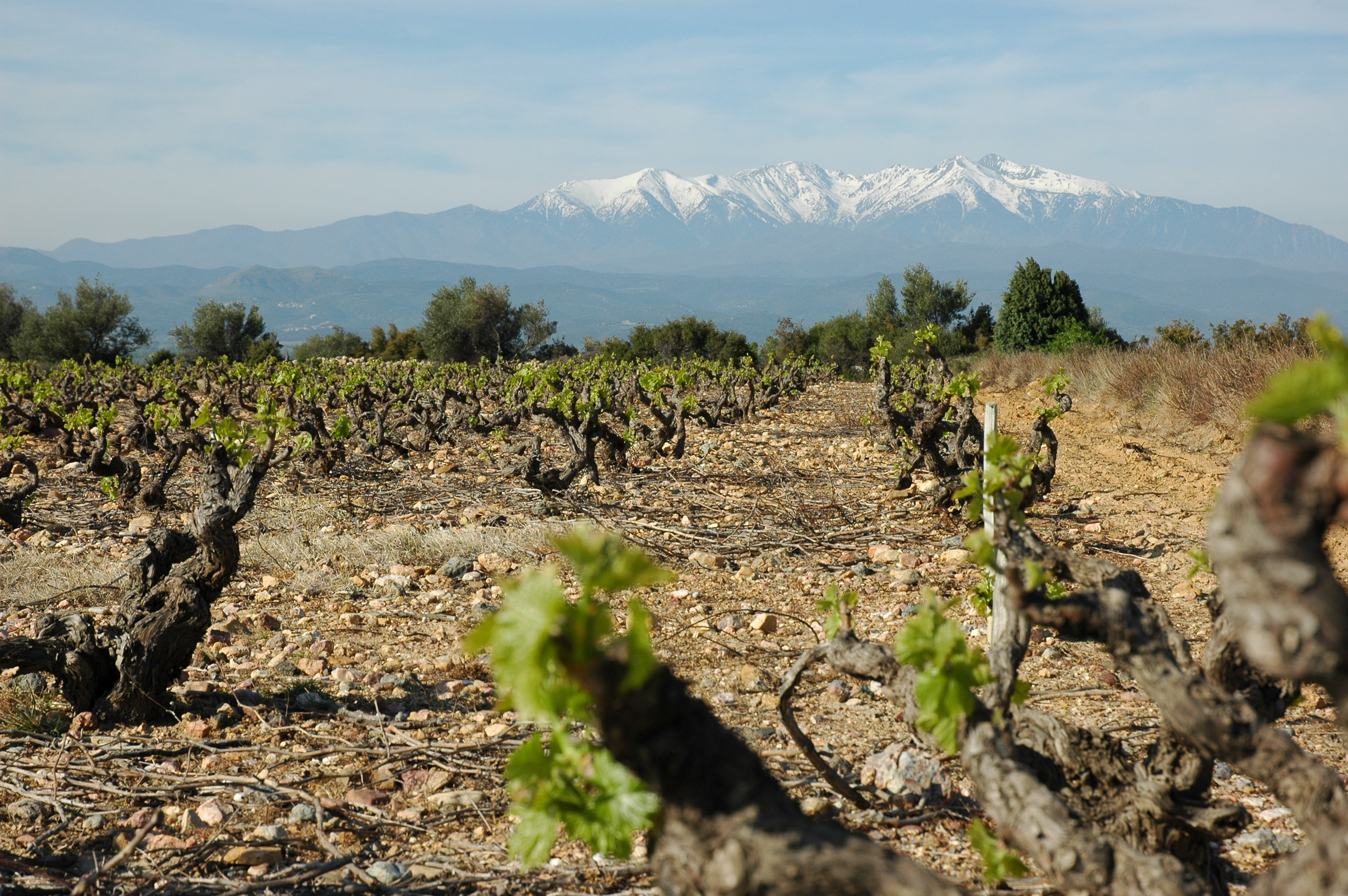
Au pied du Canigou, le vignoble de Rivesaltes.

D’origine catalane, Pedro de Luna fut, quant à lui, grand amateur de vin muscat de Claira, paroisse située sur le terroir de Rivesaltes. 
En 1395, il reçut en Avignon, le frère et les oncles du roi Charles VI. Les ducs d’Orléans, de Berri et de Bourgogne venaient dans l’intention de mettre fin au schisme. Pour faciliter les transactions, Philippe le Hardi fit descendre par le Rhône neuf queues de vin de Volnay. Mais lors de sa dégustation, ce vin révéla une aspreté horrible. 
Ce fut en cette occasion que le duc de Bourgogne publia le fameux décret interdisant l’infâme gamay dans tous ses vignobles. 
Benoît XIII se considérant comme le seul pape légitime, le palais des papes fut assiégé par deux fois. Le pontife avignonnais préféra alors s’installer à Peniscola. Il ne devait jamais revenir en Avignon. 
Pour se procurer des liquidités, la Révérende Chambre Apostolique d’Avignon fit alors vendre, en 1414, quelques muscadières, dont celle de Beaumes-de-Venise.

## Les vins provençaux au Vatican

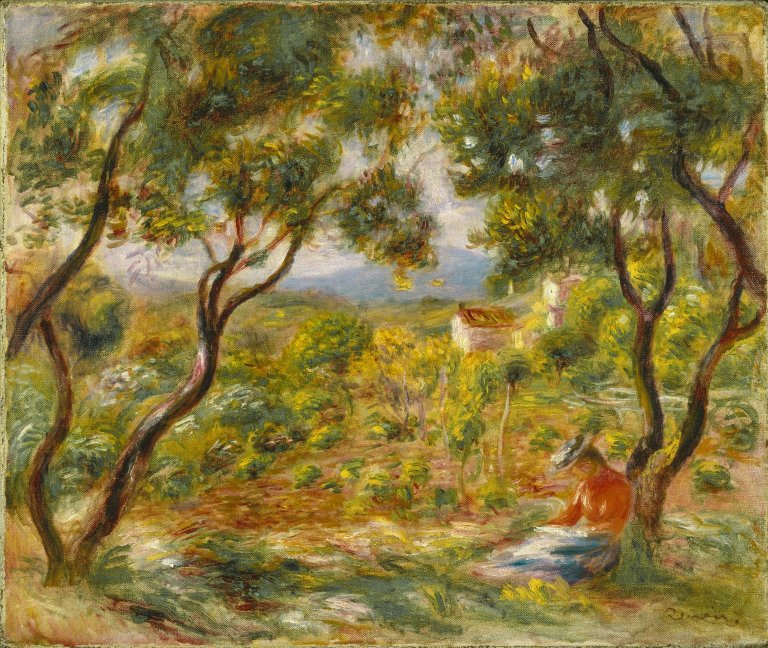
Les vignes à Cagnes, par Pierre-Auguste Renoir.

Le retour à Rome n'impliqua pas l'abandon des vins qu'avaient appréciés les papes d'Avignon. Ils continuèrent à honorer la table des pontifes romains puisqu'en 1654, Honoré Bouche, dans sa Chorographie ou description de la Provence et Histoire chronologique du même pays signalait que parmi les vins bus au Vatican : Il y en a de blancs, de rouges, de paillets, de clairets, de muscat, de malvoisie, et tous extrêmement bons, forts et généreux, dont les uns sont portés en divers endroits de France et d’Italie, et j’ai vu à Rome qu’on conservait quelques pièces de vin provençal, comme le meilleur pour la table du Saint-Père. Pierre-Joseph Garidel a pu situer quels étaient ces vins de Provence servis à la table pontificale. Parmi eux, il y avait des crus aujourd'hui disparus dont les vins muscats de Saint-Laurent-du-Var, de la Ciotat, des Quatre-Tours, près de Mirabeau, et de la Margue de Toulon. Le vin blanc de Riez, qui était, alors, l'un des plus délicats de cette province.
Sont indiqués d'autres crus qui ont gardé leur renommée dont les vins blancs de Cassis et de Marignane, les blanc et rouge de Cagnes, de Roquevaire, d’Aubagne, de Cucuron et de Manosque (Pierrevert). Ainsi que le vin rouge de Gémenos, d'Orgon, de Barbentane, d'Aix-en-Provence et de La Crau. Pour ce dernier, il est indiqué que c'était le vin le plus fort de Provence et qu'il enivrait très facilement. Enfin, il existait une production très spéciale faite à base de raisins passerillés, les vins paillets (ou vin de paille) de Brignoles et de Maubec.